# Nimium ne crede colori
Nimium ne crede colori лат. (изговор: нимијум не креде колори). Не веруј много боји. (Вергилије)

## Поријекло изреке
Изрекао римски пјесник Вергилије у смјени старе и нове ере

## Изрека у српском језику
„Жути жутују, а црвени путују!“

## Значење
Боја коже лица, њен спољашњи изглед, може да вара о човјековом здрављу (ако се здравље мјери искључиво дужином живота).